# Guillaume Faye

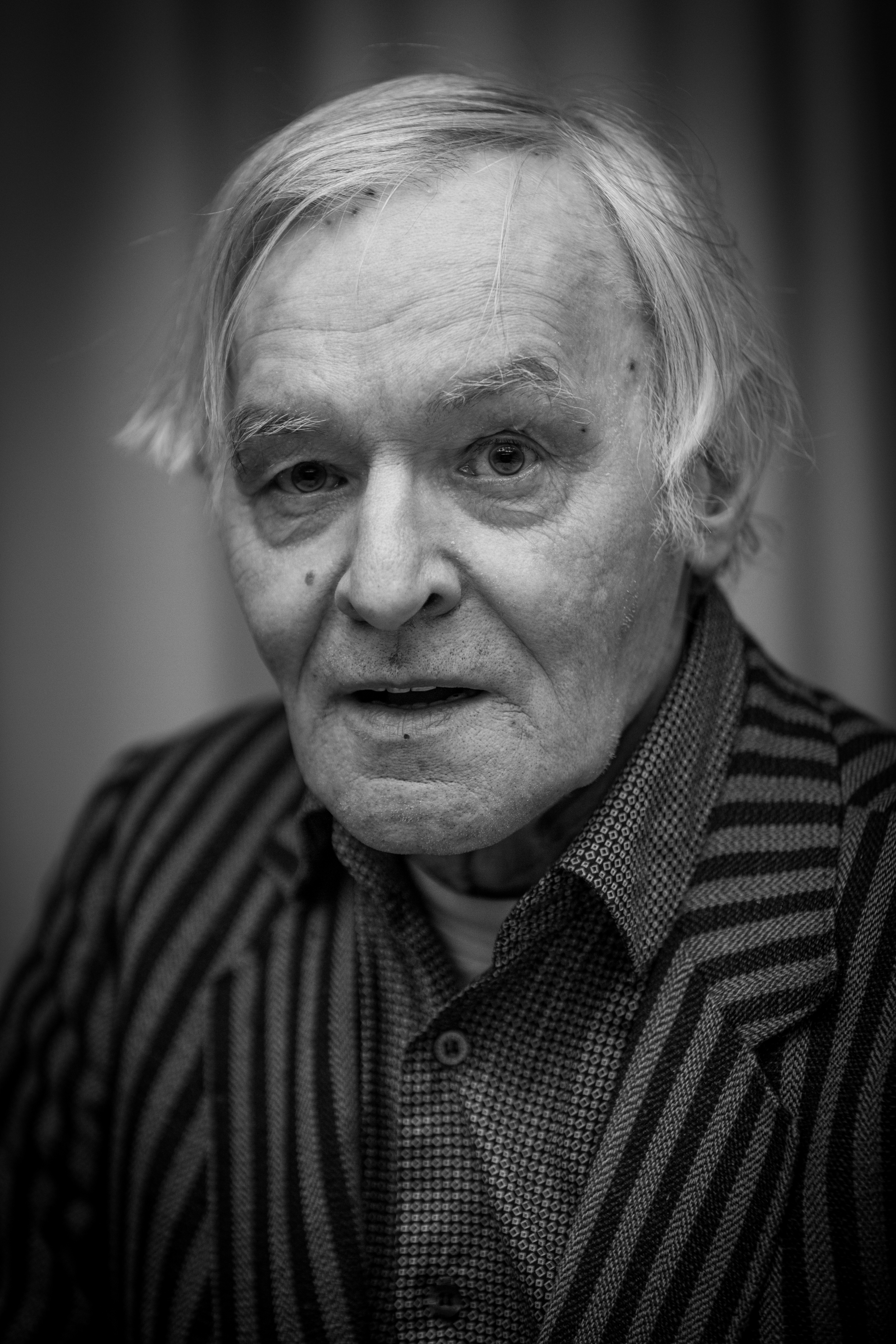
Guillaume Faye (2015)

Guillaume Faye (* 7. November 1949 in Angoulême; † 6. März 2019 in Paris) war ein französischer Journalist und Autor. Er war in den 1970er und 1980er Jahren einer der führenden Theoretiker der Neuen Rechten in Frankreich.

## Werdegang
Guillaume Faye gehörte eine Zeit lang dem 1969 von Alain de Benoist gegründeten neurechten Denkzirkel Groupement de Recherche et d'Études pour la Civilisation Européenne (GRECE) an. Während der Spaltung der Organisation 1986 schlug er sich auf die Seite von Yann-Ber Tillenon, Tristan Mordrelle und Goulven Pennaod und wandte sich der neuheidnischen und antichristlichen Rechten zu. Allerdings lehnte er, wie er in seinem Buch La Nouvelle question juive von 2007 darlegte, den von vielen seiner Mitstreiter propagierten Antizionismus ab und distanzierte sich vom Antisemitismus. Vertretern dieser Position wie Alain Soral oder Christian Bouchet warf er Sympathien für den Islamismus vor.
Zur gleichen Zeit arbeitete er als Journalist und Autor für die konservative Tageszeitung Le Figaro, die Wochenzeitung Paris-Match und andere. 1987 zog er sich aus der Politik zurück. In den Neunzigerjahren arbeitete er als Skyman für die französische Radiostation Skyrock sowie für den französischen Fernsehsender France 2.
1998 kehrte er mit der Veröffentlichung mehrerer Bücher in die Politik zurück, die ihn als Vordenker der französischen extremen Rechten bekannt machten. 2000 veröffentlichte er das Buch J'ai Tout Compris! in dem er seine Thesen in der Form eines persönlichen Briefes entwickelte. Faye prophezeite einen Zusammenbruch der europäischen Gesellschaften unter dem Einfluss massiver Einwanderung sowie einen Krieg zwischen dem Abendland und dem Islam. Alain de Benoist kritisierte seinen ehemaligen Mitarbeiter und warf ihm Extremismus in seinen Ansichten vor. Mit dieser Konzeption einer rassisch und kulturell begründeten europäischen Identität gehörte er zu den geistigen Vätern der identitären Bewegung.

## Veröffentlichungen
- Warum wir kämpfen. Guillaume Faye und Robert Steuckers, 1985 von Liste kritischer Studenten (Hg.)
- Rede an die europäische Nation. Ein Appell gegen die Bevormundung Europas. (= Veröffentlichungen der Stiftung Kulturkreis 2000 : Reihe Forum. Bd. 13). Hohenrain-Verlag, Tübingen/Zürich/Paris 1991, ISBN 3-89180-029-0. Übersetzung aus dem Französischen von Claude Michel. (Originaltitel: Nouveau discours à la nation européenne)
- Wofür wir kämpfen. Manifest des europäischen Widerstandes. Das metapolitische Hand- und Wörterbuch der kulturellen Revolution zur Neugeburt Europas. (= Veröffentlichungen des Thule-Seminars e.V.: Reihe Thule-Polemos. Bd. 2). Ahnenrad der Moderne, Kassel 2006, ISBN 3-935562-10-1. Übersetzung aus dem Französischen von Jean-Louis Pesteil. (Originaltitel: Pourquoi nous combattons)
- Ein Tag im Leben des Dimitri Leonidowitsch Oblomow. Jungeuropa Verlag, Dresden 2020, ISBN 978-3-948145-06-4.